# 広徳寺 (尼崎市)
広徳寺（こうとくじ、旧字体：廣徳寺）は、兵庫県尼崎市寺町にある臨済宗大徳寺派の寺院。山号は瑞雲山。本尊は釈迦牟尼仏。

## 歴史
1390年（明徳元年）に京都紫野大徳寺の第七世である言外宗忠和尚が開基である。または宗忠の弟子にあたる華岳宗栄が開基としたともされる。
その後、宗忠の法嗣で大徳寺27世の明遠宗智が住し、1478年（文明10年）頃には柔仲宗隆が住持となっていた。
1531年（享禄4年6月8日）には、大物崩れの戦いで敗れた細川高国が三好一秀に捕らえられ広徳寺で切腹させられている。
その後は荒廃したが、永禄年間（1558年 - 1570年）に笑嶺宗訢が隣接していた栖賢寺（現在は京都市）とともに再興、当時は豊臣秀吉から寺領をもらっていたと言われている。また徳川秀忠の朱印状には寺領三十石と記載されている。
1615年（慶長20年）前後、尼崎城築城にともない大物町から現在の尼崎市寺町に移転した。
1945年（昭和20年）6月に空襲により全焼したが本堂などを再建。

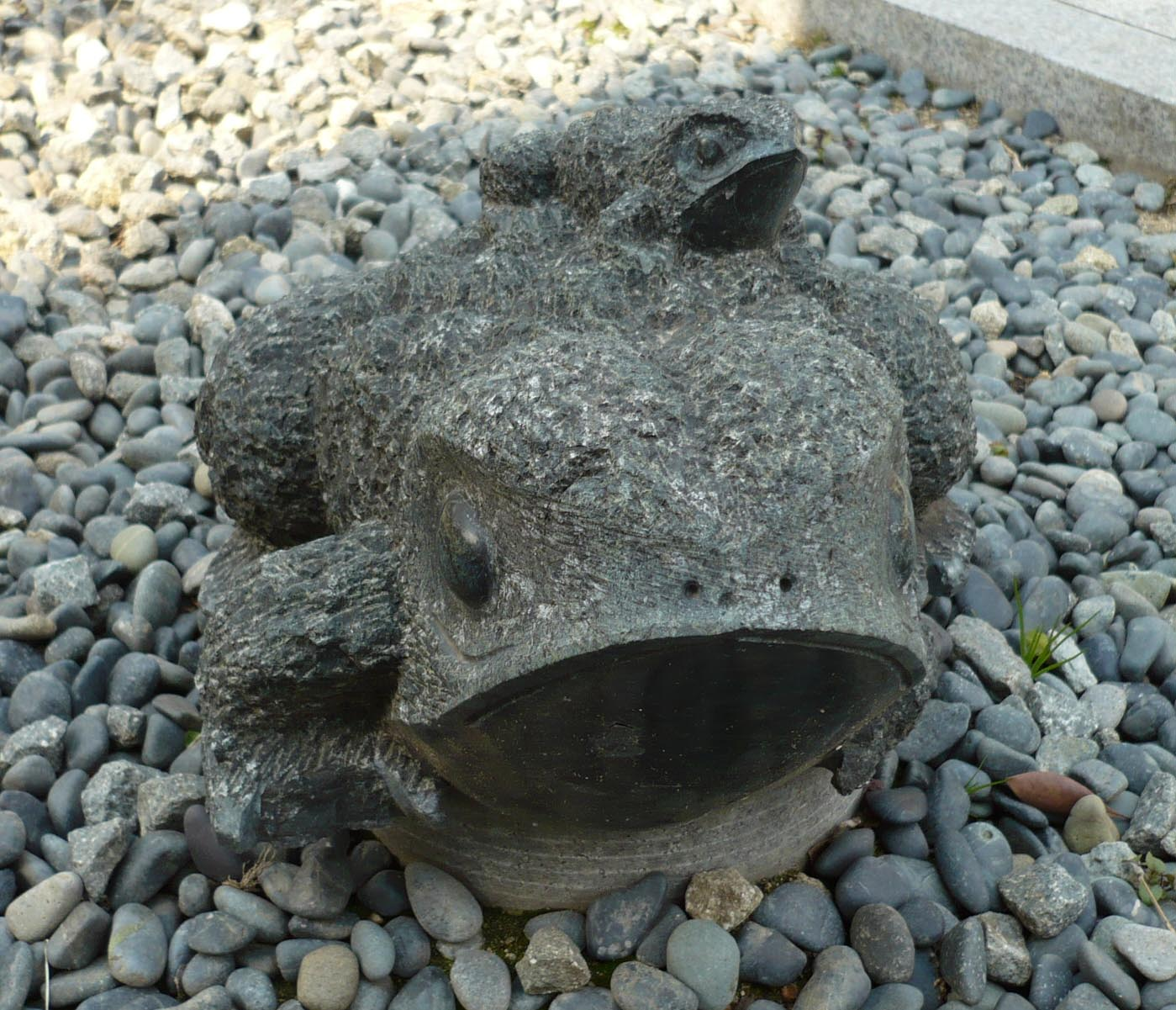
廣徳寺内にあるカエルの置物

## 交通
- 阪神電車「尼崎駅」より南西へ徒歩で約10分。
- 阪神高速神戸線「尼崎西出入口」より五合橋信号を右折。